# 李春基
李 春基（イ・チュンギ、朝鮮語: 이춘기、1905年12月20日 - 1989年8月5日）は、大韓民国の政治家。第2・5代韓国国会議員。
本貫は全州李氏。別名は春田。

## 経歴
咸鏡南道咸興府（現・朝鮮民主主義人民共和国咸鏡南道咸興市）出身。咸興公立商業学校、京城高等商業学校卒。1923年から16年間朝鮮殖産銀行元山支店、裡里支店などに勤務した後、1940年に京城工学社を起業し、1941年に朝鮮公営常務理事、1944年から1950年まで裡里華星農場支配人、1945年に財団法人華星学院設立者・理事、1954年に華星学院理事長を務めた。1950年の第2代総選挙では無所属で当選したが、1954年の第3代総選挙と1958年の第4代総選挙で落選した後、1960年の第5代総選挙では民主党の候補として再び当選した。そのほか、韓国民主党益山郡党副委員長、私学財団連合会理事、大韓農総裡里連盟委員長、裡里府政顧問、裡里繁栄会会長、財団法人南星中学校設立者・理事長、民主国民党裡里市支部長・全羅北道党最高委員・全羅北道党常務委員、民主党裡里市支部長・中央常務委員・政策委員・中央常議議長、国会財政経済委員会常任委員・予算決算委員を務めた。1980年代には統一主体国民会議運営委員会委員長、国政諮問委員会委員、民主正義党総裁顧問、社団法人韓国私学財団連合会会長などを務めた後、1989年8月5日に死去した。

## エピソード
1958年の第4代総選挙での裡里開票中止事件の被害者であった。